# Roçadas
Roçadas es una localidad caboverdiana del municipio de Santa Catarina do Fogo.

## Geografía
La localidad está situada en la isla de Fogo.

## Organización territorial
La localidad abarca los lugares y barrios de:
- Dacabalaio
- Fonte Cabrito
- Monte Escoura
- Roçadas